# Szovjet és orosz tengeralattjáró-osztályok listája
A szovjet haditengerészet tengeralattjáróit tervszámokkal látta el, de a tengeralattjáró-osztályok ritkán saját nevet is kaptak. 
A hidegháború idején a NATO-nemzetek a hírszerzési adatok alapján kódnevekkel hivatkoztak ezekre az osztályokra.
A NATO kódnevek azon a brit (és később amerikai) szokáson alapultak, hogy a tengeralattjárókat az osztályt jelölő ábécé betűjével nevezték el, majd ezt az adott osztály sorozatszáma követte. 
Biztonsági okokból a szovjet tengeralattjárók tervszámai nem követték sorban egymást.
A legtöbb orosz (és szovjet) tengeralattjárónak nem volt "személyi" neve, csak tervszámaikkal azonosították őket, betűkkel jelölték, amelyek az osztályánál magasabb szinten azonosították a hajó típusát. Ezek a betűk a következő hajótípusokat takarták:
- К (K): крейсерская (krejszerszkaja, jelentése cirkáló)

- ТК (TK): тяжелая крейсерская (tyazselaja krejszerszkaja, jelentése nehéz cirkáló)

- Б (B): большая (bolsaja, jelentése nagy)

- С (Sz): средняя (szrednyaja, jelentése közepes)

- М (M) малая (malaja, jelentése kicsi)

## Dízel-elektromos

### Orosz–japán háború
- Delfin-osztály

- Kaszatka-osztály

- Szom-osztály

- Forel-osztály

- Oszjotr-osztály

### Első világháború
- Pocstovij-osztály
- Minoga-osztály
- Akula-osztály
- Karp-osztály
- Kajman-osztály
- Morzs-osztály
- Narval-osztály
- Krab-osztály
- Amerikanszkij Golland-osztály
- Barsz-osztály

### Második világháború
| Projekt                | Sorozat                           | Kép | Építési darabszám | Típus                                                  |
| ---------------------- | --------------------------------- | --- | ----------------- | ------------------------------------------------------ |
| Gyekabriszt osztály    | I                                 |     | 6                 | Nagy pozíciós tengeralattjáró                          |
| Lenyinyec osztály      | II, XI, XIII, XIII-1938           |     | 25                | Aknalerakó                                             |
| Scsuka osztály         | III, V, V-bis, V-bis-2, X, X-1938 |     | 86                | Közepes méretű járőr tengeralattjáró                   |
| Pravda osztály         | IV                                |     | 3                 |                                                        |
| Maljutka osztály       | VI, VI-bis, XII, XV               |     | 110               | Kisméretű tengeralattjáró parti járőrözésre            |
| Szrednyaja osztály     | IX, IX-bis                        |     | 41                | Közepes tengeralattjáró, a német IX típuson alapul     |
| Krejszerszkaja osztály | XIV                               |     | 11                | Cirkáló tengeralattjáró vegyes fegyverekkel            |
| TS osztály             |                                   |     | 3                 | A Román Haditengerészet egyik tengeralattjáró-osztálya |

### Háború utáni korszak

#### Támadó tengeralattjárók
| Projekt                                         | NATO kódnév              | Kép | Építési darabszám | Típus                                               |
| ----------------------------------------------- | ------------------------ | --- | ----------------- | --------------------------------------------------- |
| 611, AB611                                      | Zulu osztály             |     | 26                | Nagy óceánjáró tengeralattjáró                      |
| 613                                             | Whiskey osztály          |     | 215               | Közepes méretű többfeladatú tengeralattjáró         |
| 615                                             | Quebec osztály           |     | 30                | Kisméretű tengeralattjáró teljes dízel meghajtással |
| 617                                             | Whale osztály            |     | 1                 | Kísérleti tengeralattjáró                           |
| 633                                             | Romeo osztály            |     | 20                | Közepes tengeralattjáró                             |
| 641                                             | Foxtrot osztály          |     | 75                | Nagy óceánjáró tengeralattjáró                      |
| 641Б Szom                                       | Tango class              |     | 18                | Nagy óceánjáró tengeralattjáró                      |
| 690 Kefal                                       | Bravo osztály            |     | 4                 | Célpont a torpedó tesztekhez                        |
| 877, 877Э, 877ЭКМ, 877В, 877ЛПМБ, 877ЭК Paltusz | Kilo osztály             |     | 24                | Nagyméretű tengeralattjáró                          |
| 636, 636М                                       | Fejlesztett Kilo osztály |     | 31                | Nagyméretű tengeralattjáró                          |
| 677 Lada                                        |                          |     | 1                 | Nagyméretű tengeralattjáró                          |
| 1650 Amur                                       |                          |     | 0                 | A Lada osztály módosítása exportra                  |
| 865 Piranyja                                    | Losos osztály            |     | 2                 | Mini tengeralattjáró                                |

#### Robotrepülőgép hordozó tengeralattjárók
| Projekt | NATO kódnév             | Kép | Építési darabszám | Fegyverzet                                                                          |
| ------- | ----------------------- | --- | ----------------- | ----------------------------------------------------------------------------------- |
| P613    | Whiskey Single Cylinder |     |                   | 1 × SS-N-3 robotrepülőgép                                                           |
| 644     | Whiskey Twin Cylinder   |     |                   | 2 × SS-N-3 robotrepülőgép                                                           |
| 665     | Whiskey Long Bin        |     |                   | 4 × SS-N-3 robotrepülőgép                                                           |
| 651     | Juliett                 |     | 16                | Négy darab SS-N-3 Shaddock (P-5 vagy P-6) vagy SS-N-12 Sandbox (P-500 4K-80 Basalt) |

#### Ballisztikusrakéta-hordozó tengeralattjárók
| Projekt                 | NATO kódnév | Kép | Építési darabszám | Egyéb                                                       |
| ----------------------- | ----------- | --- | ----------------- | ----------------------------------------------------------- |
| 629, 609, 601, 605, 619 | Golf        | Golf II-class submarine · Golf II-class submarine · Golf II-class submarine · Golf II-class submarine · Golf II-class submarine · Golf II-class submarine · Golf II-class submarine | 24                | 3 × Projekt 629 hajó, D-1 indító rendszer R-11FM rakétákkal |

#### Kiegészítő tengeralattjárók
| Projekt     | NATO kódnév | Kép                                                 | Építési darabszám | Egyéb                                                                                 |
| ----------- | ----------- | --------------------------------------------------- | ----------------- | ------------------------------------------------------------------------------------- |
| 940 Lenok   | India       | An India class submarine carrying two DSRVs in 1985 | 2                 | 2 × Poseidon osztályú DSRV                                                            |
| 1710 Makrel | Beluga      |                                                     | 1                 | Kísérleti tengeralattjáró volt a meghajtás, test és háttérréteg-irányító újításokhoz. |
| 1840        | Lima        |                                                     | 1                 | Nagyméretű tengeralattjáró. Új technológiák tesztelésére szolgált.                    |

## Nukleáris

### Vadász-tengeralattjárók

#### Első generáció
| Projekt              | NATO kódnév | Kép | Építési darabszám | Típus                                            |
| -------------------- | ----------- | --- | ----------------- | ------------------------------------------------ |
| 627 Кit, 645 Кit-ЖМТ | November    |     | 14                | Vadász-tengeralattjáró, nukleáris torpedóhordozó |

#### Második generáció
| Projekt                    | NATO kódnév | Kép | Építési darabszám | Egyéb |
| -------------------------- | ----------- | --- | ----------------- | ----- |
| 671, 671B, 671K, 671R Jors | Victor I    |     | 16                |       |
| 671RT                      | Victor II   |     | 7                 |       |
| 671RTM Scsuka              | Victor III  |     | 26                |       |

#### Harmadik generáció
| Projekt        | NATO kódnév | Kép               | Építési darabszám | Egyéb                       |
| -------------- | ----------- | ----------------- | ----------------- | --------------------------- |
| 705, 705K Lira | Alfa        |                   | 7                 |                             |
| 945 Barrakuda  | Sierra I    |                   | 2                 |                             |
| 945A Kondor    | Sierra II   |                   | 2                 |                             |
| 685 Plavnyik   | Mike        | K-278 Komsomolets | 1                 | 1020 méter merülési mélység |

#### Negyedik generáció
| Projekt        | NATO kódnév    | Kép | Építési darabszám | Egyéb                       |
| -------------- | -------------- | --- | ----------------- | --------------------------- |
| 971 (Scsuka-B) | Akula          |     | 15                |                             |
| 885 (Jaszeny)  | Szeverodvinszk |     | 2                 | 12 darabot terveznek belőle |

### Robotrepülőgép-hordozó tengeralattjárók

#### Első generáció
| Projekt | NATO kódnév | Kép | Építési darabszám | Egyéb |
| ------- | ----------- | --- | ----------------- | ----- |
| 659     | Echo I      |     | 5                 |       |
| 675     | Echo II     |     | 29                |       |

#### Második generáció
| Projekt        | NATO kódnév    | Kép | Építési darabszám | Egyéb                                            |
| -------------- | -------------- | --- | ----------------- | ------------------------------------------------ |
| 661 Ancsar     | Papa           |     | 1                 | Az eddigi legnagyobb sebesség tengeralattjárónál |
| 667AT Grusa    | Yankee Notch   |     | 4                 |                                                  |
| 667M Andromeda | Yankee Sidecar |     | 1                 |                                                  |
| 670 Szkat      | Charlie I      |     | 11                |                                                  |
| 670M Szkat-M   | Charlie II     |     | 6                 |                                                  |

#### Harmadik generáció
| Projekt     | NATO kódnév | Kép | Építési darabszám | Egyéb |
| ----------- | ----------- | --- | ----------------- | ----- |
| 949 Granyit | Oscar I     |     | 2                 |       |
| 949A Аnytej | Oscar II    |     | 11                |       |

#### Negyedik generáció
| Projekt     | NATO kódnév    | Kép | Építési darabszám | Egyéb |
| ----------- | -------------- | --- | ----------------- | ----- |
| 885 Jaszeny | Szeverodvinszk |     | 5                 |       |

### Ballisztikusrakéta-hordozó tengeralattjárók

#### Első generáció
| Projekt  | NATO kódnév | Kép | Építési darabszám | Egyéb |
| -------- | ----------- | --- | ----------------- | ----- |
| 658, 701 | Hotel       |     | 8                 |       |

#### Második generáció
| Projekt                  | NATO kódnév | Kép | Építési darabszám | Egyéb |
| ------------------------ | ----------- | --- | ----------------- | ----- |
| 667A Navaga, 667AУ Nalim | Yankee I    |     | 34                |       |
| 667AM Navaga-M           | Yankee II   |     | 1                 |       |
| 667Б Murena              | Delta I     |     | 18                |       |
| 667БД Murena-M           | Delta II    |     | 4                 |       |
| 667БДР Kalmar            | Delta III   |     | 14                |       |
| 667БДРМ Gyelfin          | Delta IV    |     | 7                 |       |

#### Harmadik generáció
| Projekt   | NATO kódnév | Kép | Építési darabszám | Egyéb |
| --------- | ----------- | --- | ----------------- | ----- |
| 941 Аkula | Tájfun      |     | 6                 |       |

#### Negyedik generáció
| Projekt   | NATO kódnév | Kép | Építési darabszám | Egyéb |
| --------- | ----------- | --- | ----------------- | ----- |
| 955 Borej | Borej       |     | 5                 |       |

### Kiegészítő tengeralattjárók
| Projekt        | NATO kódnév     | Kép | Építési darabszám | Egyéb |
| -------------- | --------------- | --- | ----------------- | ----- |
| 1910 Kasalot   | Uniform         |     | 1                 |       |
| 977.4 Akszon   | Yankee Pod      |     | 1                 |       |
| 978            | Yankee Stretch  |     | 1                 |       |
| 09780 Akszon-2 | Yankee Big Nose |     | 1                 |       |
| 20120 Cargan   | Sarov           |     | 1                 |       |

## Fordítás
Ez a szócikk részben vagy egészben  a   List of Soviet and Russian submarine classes című angol Wikipédia-szócikk fordításán alapul.  Az eredeti cikk szerkesztőit annak laptörténete sorolja fel. Ez a jelzés csupán a megfogalmazás eredetét és a szerzői jogokat jelzi, nem szolgál a cikkben szereplő információk forrásmegjelöléseként.

## További információ
- Bellona Archiválva 2016. szeptember 17-i dátummal a Wayback Machine-ben